# Ginigera, Koppal
Ginigera là một làng thuộc tehsil Koppal, huyện Koppal, bang Karnataka, Ấn Độ.